# Дзерожинский, Антон Фёдорович
Анто́н Фёдорович Дзерожи́нский (3 января 1867, Могилёвская губерния — 13 августа 1949, Стокгольм) — российский военный деятель, генерал-лейтенант (1919). Участник белого движения.

## Биография

### Начало военной службы
Родился в польской католической мещанской семье. Окончил шесть классов гимназии в Смоленске. В октябре 1886 поступил вольноопределяющимся в 164-й Закатальский пехотный полк. В октябре 1887 уволен в запас, в июле 1888 вернулся на службу в 117-й Ярославский пехотный полк, командирован на учёбу.

### Пехотный офицер
В 1890 году подпрапорщиком окончил Виленское пехотное юнкерское училище по 1-му разряду и был направлен в 117-й пехотный Ярославский полк. С 1891 служил в Ветлужском батальоне: подпоручик, с 1898 — поручик. В сентябре 1900 был прикомандирован к Читинскому резервному батальону, в составе которого участвовал в походе в Китай (1900—1901). С ноября 1900 — штабс-капитан.
Участник русско-японской войны 1904—1905, с декабря 1904 служил в дорожном управлении штаба главнокомандующего в Маньчжурии, с июля 1905 — в дорожном управлении тыла Маньчжурской армии. Во время революционных событий, с 16 ноября 1905 — начальник гарнизона и командир рабочей команды на Черемховских каменноугольных копях. В июне 1906 был откомандирован из Маньчжурской армии в свой батальон, где с октября того же года заведовал школой сверхсрочных унтер-офицеров для подготовки их на звание подпрапорщиков. С 15 августа 1907 — капитан. С 16 октября 1907 — командир 4-й роты Ветлужского батальона.

### Участник Первой мировой войны
11 ноября 1907 был переведён в 89-й Беломорский полк, где командовал 8-й ротой, во главе которой выступил на фронт Первой мировой войны (в составе 23-й пехотной дивизии 18-го армейского корпуса). 8 декабря 1914 был ранен в бою у деревни Сковрона Келецкой губернии, награждён орденом св. Владимира 4-й степени с мечами и бантом. После выздоровления вернулся в полк, зимой 1915 участвовал в боях в Карпатах, был произведён в подполковники, награждён мечами к ранее полученному (в 1913) ордену св. Анны 2-й степени и орденом св. Анны 4-й степени с надписью «За храбрость». Вновь ранен 23 сентября 1915, за боевое отличие был награждён орденом св. Георгия 4-й степени (7 декабря 1915).
В ноябре 1915 — январе 1916 и в сентябре 1916 временно командовал Двинским пехотным полком, с 16 апреля 1916 — полковник. В декабре 1916 был награждён орденом св. Владимира 3-й степени с мечами. С 23 мая 1917 — командир 89-го Беломорского полка. С 4 июля 1917 временно командовал бригадой 23-й пехотной дивизии, при этом продолжил командовать полком. С 7 сентября 1917 — командующий этой бригадой, которая входила в состав гарнизона Ревельского укрепленного района Морской крепости Императора Петра Великого. В феврале 1918 уволен от службы.

### Деятель белого движения
Остался жить в Ревеле. Местный общественный деятель И. М. Филиппео называл его «скромным честным офицером», по его данным, полковник Дзерожинский возглавил отряды самозащиты в Ревеле. С октября 1918 — командир 2-го добровольческого Островского полка 1-й стрелковой дивизии, который после наступления Красной армии отступил в Эстонию, расположившись на юго-западе Чудского озера. После перегруппировки и переименования «Псковского корпуса» в «Северный корпус» полк вошёл в состав последнего. В январе 1919 полк Дзерожинского вместе с эстонскими войсками участвовал в успешном наступлении на Нарву.
10 января 1919 командующий Эстонской армией (в состав которой входил Северный корпус) генерал Йохан Лайдонер назначил полковника Дзерожинского командиром Северного корпуса, считая, что он может признать независимость Эстонии. Однако Дзерожинский, не желая выводить корпус из состава Эстонской армии, в то же время не мог взять на себя ответственность за признание независимости.
Тогда эстонские власти решили сделать ставку на сотрудничество с генералом А. П. Родзянко, который был готов признать независимость Эстонии. В мае 1919, Родзянко, возглавивший успешно развивавшееся наступление Северного корпуса, без согласия Дзерожинского объявил о своём временном вступлении в должность командира корпуса, в 1 июня 1919 генерал Лайдонер издал приказ о назначении Родзянко командиром корпуса. В этой ситуации Дзерожинский, не желая вступать в конфликт, угрожающий ослаблением белого движения, подал в отставку и согласился занять пост командующего 1-й стрелковой дивизией. 7 июня 1919 он был произведён в генерал-майоры. Активно участвовал в подготовке к наступлению, по воспоминаниям генерала Родзянко, «целый день бывал в разъездах и показывал молодым офицерам пример энергичной работы и неутомимости».
В июле 1919 дивизия вела наступательные бои на Лужском направлении, затем была вынуждена отступить и в сентябре 1919 отразила наступление красных войск в районе озера Самро. 12 октября 1919 Дзерожинский был произведён в генерал-лейтенанты.
В наступательной операции октября 1919 года его дивизия вновь действовала на вспомогательном Лужском направлении. Первоначально ей сопутствовал успех — с боя была взята Луга, затем белые войска вышли к Витебской (Царскосельской) железной дороге, выполнив поставленную перед ней задачу. Однако затем дивизия была переброшена в Гатчину, где разворачивались решающие бои, в качестве последнего резерва Северо-западной армии. Вначале она приняла участие в обороне города, а затем — в общем отступлении Северо-Западной армии на территорию Эстонии. В декабре 1919 дивизия была разоружена эстонскими войсками на дороге Нарва — Юрьев (Тарту) и осталась без крова в декабрьский мороз. После ликвидации Северо-Западной армии генерал Дзерожинский был назначен, вместе с генералом К. А. Ежевским, членом санитарной комиссии, которая пыталась бороться с охватившей белые войска эпидемией сыпного тифа.

### Эмигрант
Остался жить в Ревеле. По неподтверждённым данным, в 1930-е годы переехал с семьёй в Польшу, где умер (или погиб) в Варшаве во время Второй мировой войны. Б. С. Пермикин в своих записках указывает, что видел Дзерожинского в Варшаве, где он служил в интендантстве в чине полковника польской армии.